# Khaja Hussain
Khaja Hussain es un empresario en serie, ejecutivo de negocios, inversor y asesor con sede en Londres (Inglaterra). Hussain es cofundador y director de London's Pride Ltd., un conglomerado empresarial que opera más de diez empresas, y es consejero delegado y cofundador de Grozeo, una plataforma de comercio electrónico gratuita para comerciantes, que ofrece soluciones integradas de hiperentrega como parte de su suite de gestión de entregas.

## Carrera profesional
Hussain comenzó su carrera en 2009 fundando London's Pride Ltd., un conglomerado empresarial que aglutina varios negocios que abarcan los sectores del comercio electrónico, la venta minorista, el desarrollo de software, la logística, las operaciones, el cambio de divisas, el marketing digital y la inversión. La empresa opera principalmente a través de una serie de filiales creadas, propiedad de London's Pride Ltd. y gestionadas por ella. Muchas de estas filiales fueron cofundadas y están dirigidas por el propio Hussain.
En 2021, Hussain cofundó Grozeo, una plataforma de comercio electrónico para comerciantes con sede en el Reino Unido con un sistema de hiperentrega cuyo objetivo es revolucionar el sector del comercio electrónico. Hussain es el consejero delegado de la empresa. En ReTechCon 2023, Grozeo presentó su modelo Peer Merchants Cooperative Retail Model, que permite a los minoristas tradicionales convertirse en mercados digitales dentro de sus categorías de negocio específicas utilizando una plataforma digital integral. La plataforma permite a los minoristas ampliar su oferta de productos y mejorar las experiencias de los clientes.
Hussain colabora con publicaciones como Business Manchester, Who Times, Infotomes360, etc. Sus artículos tratan temas del sector minorista, como tendencias, estrategias, marketing, participación del cliente, diseño de tiendas y merchandising virtual.